# Parque Iván Frankó (Leópolis)
El Parque Iván Frankó es el más antiguo y uno de los parques centrales de Leópolis, ubicado frente a la Universidad de Leópolis. Se considera que es el parque urbano más antiguo de Ucrania.
Tiene una superficie de 10,5140 hectáreas.

## Galería

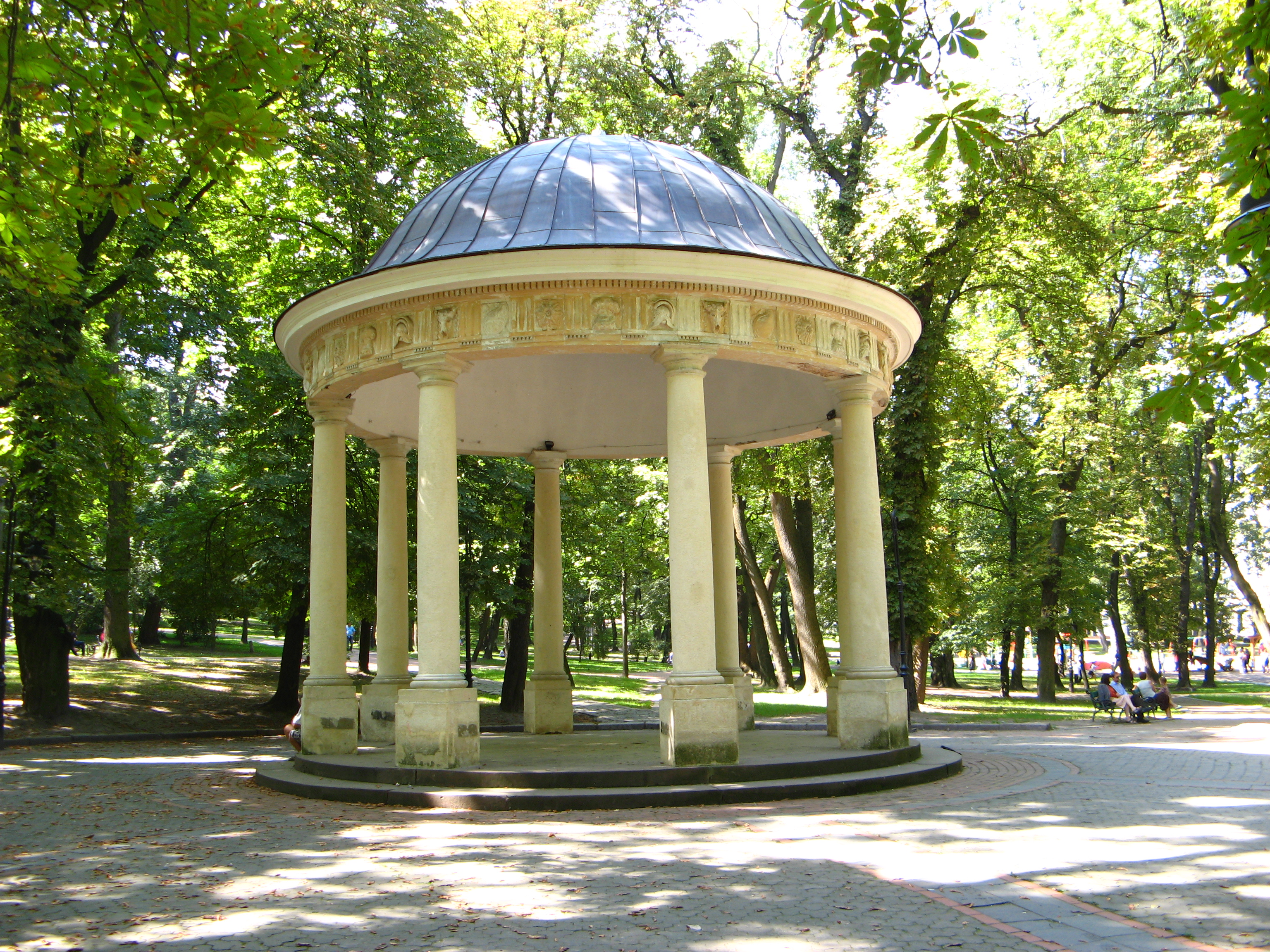
Pabellón-rotonda (principios del siglo XIX)
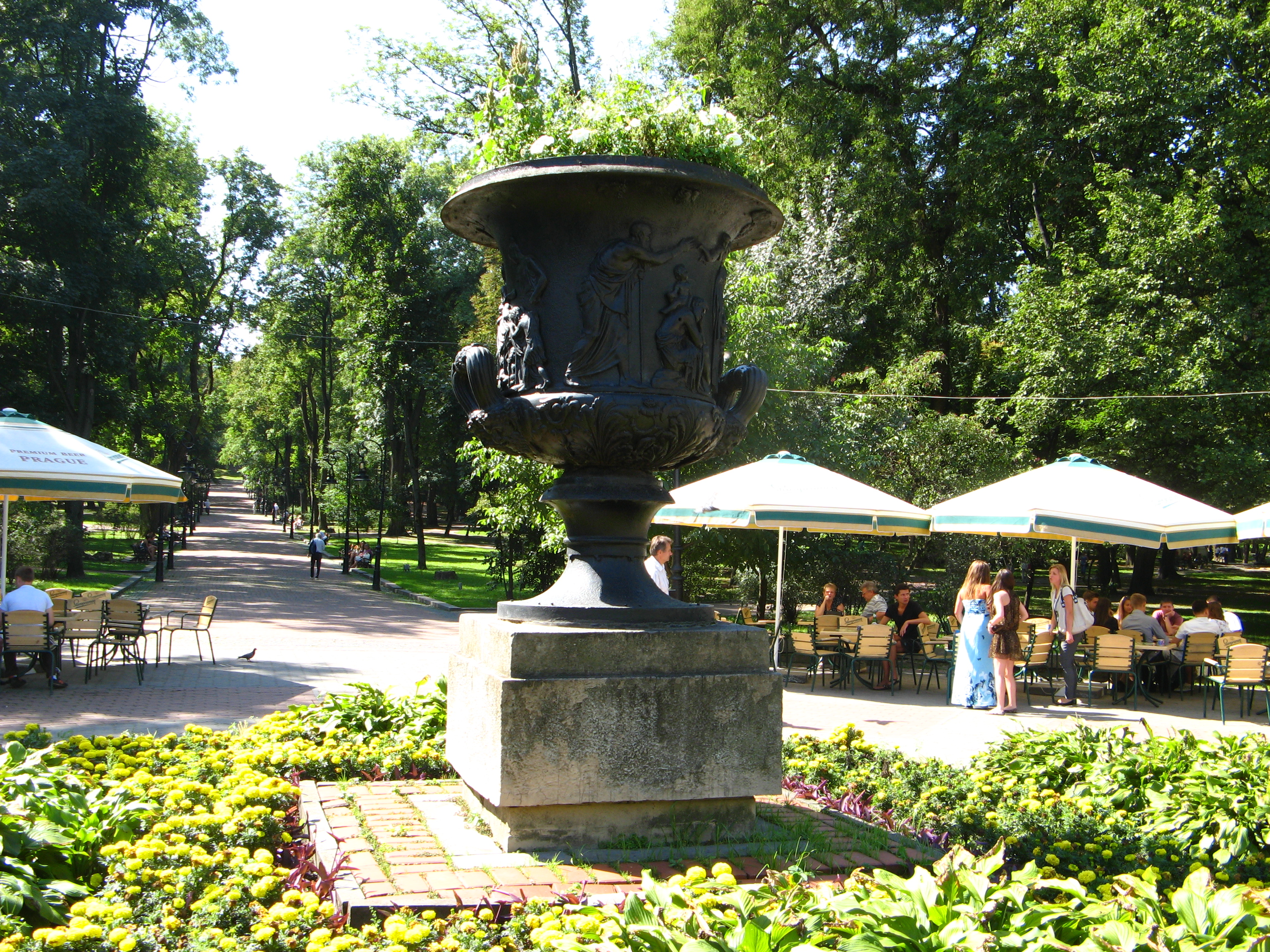
Jarrón de hierro fundido con bajorrelieves (1839)
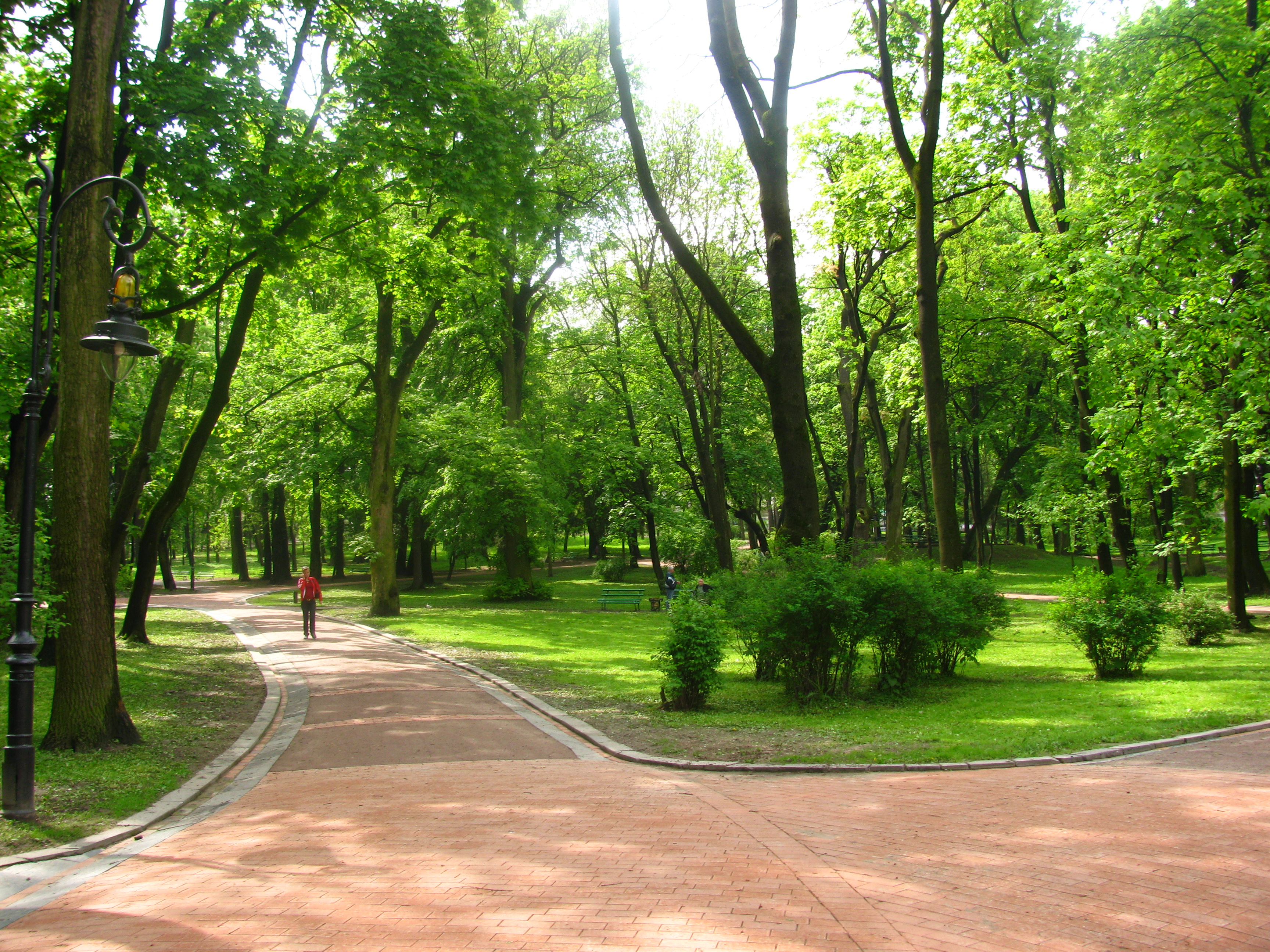
La parte baja del parque
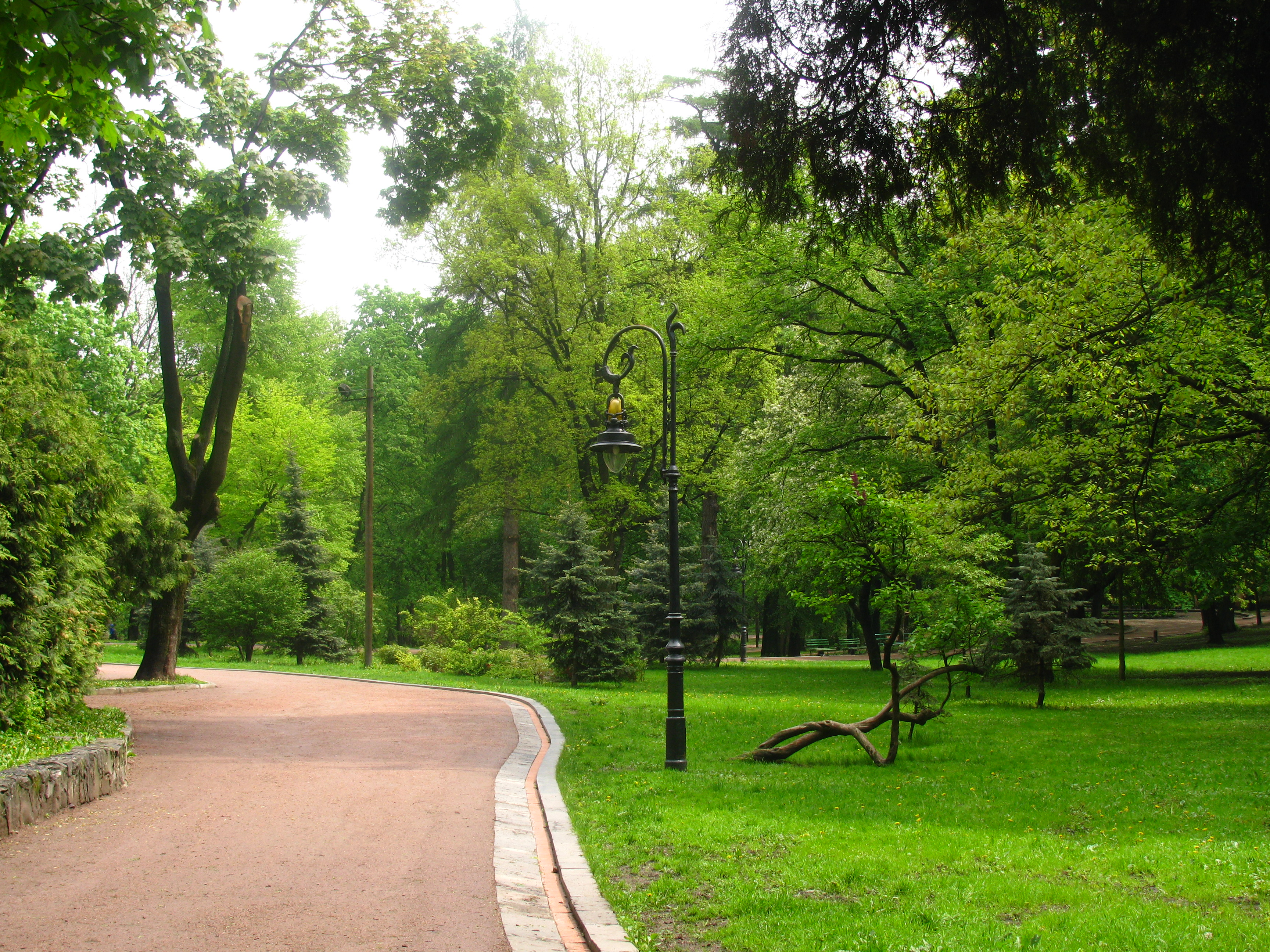
La parte alta del parque
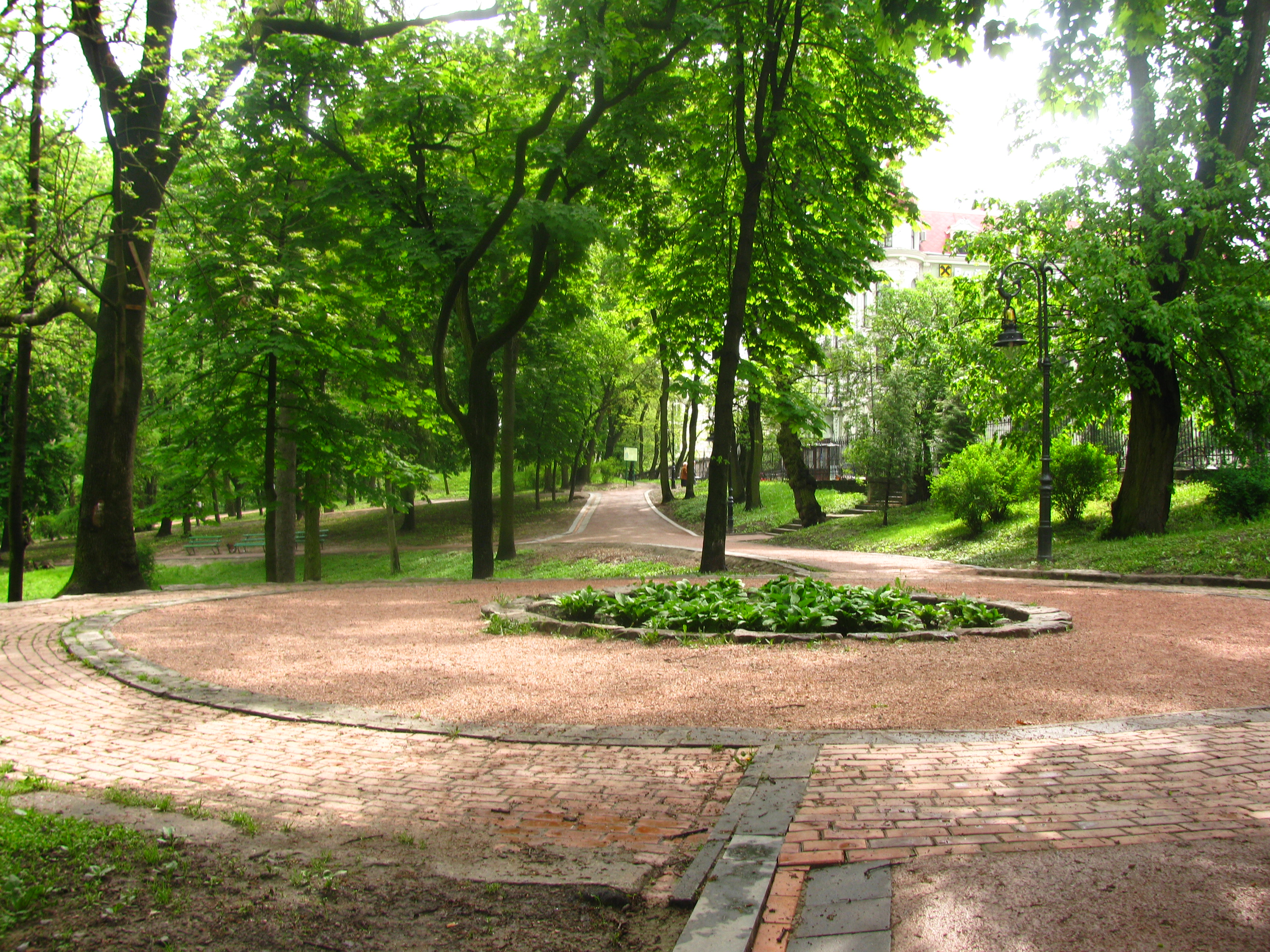
La parte alta del parque
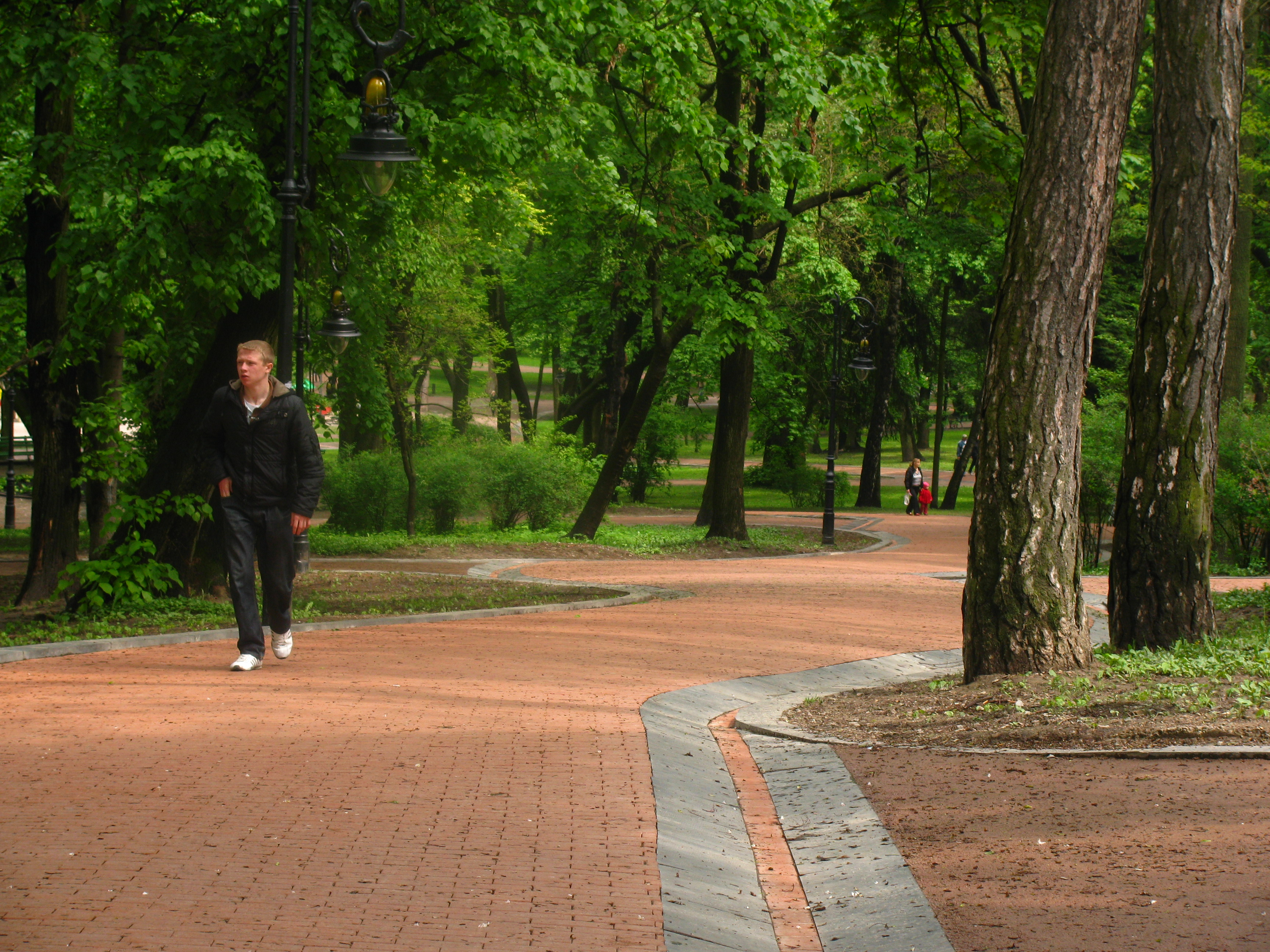
Caminos en el parque